# Omongwaïta
L'omongwaïta o Na-polihalita és un mineral de la classe dels sulfats. Va ser anomenada així per la seva localitat tipus. Es troba estretament relacionada amb la bassanita.

## Característiques
La omongwaïta és un sulfat de fórmula química Na₂Ca₅(SO₄)₆·3H₂O. Cristal·litza en el sistema monoclínic. Segons la classificació de Nickel-Strunz, l'omongwaïta pertany a «07.CD - Sulfats (selenats, etc.) sense anions addicionals, amb H₂O, amb cations grans només» juntament amb els següents minerals: matteuccita, mirabilita, lecontita, hidroglauberita, eugsterita, görgeyita, koktaïta, singenita, bassanita, zircosulfat, schieffelinita, montanita i guix.

## Formació i jaciments
L'omongwaïta ha estat descrita a la seva localitat tipus (Namíbia) i a Hallstatt (Àustria). Es troba en forma de petites inclusions en guix en un context evaporític recent.